# لبروس
اللبروس أو حَبّورَة (الاسم العلمي: Labrus) هو جنس من الأسماك يتبع الفصيلة لبروسية من رتبة فرخيات.

## أنواع اللبروس
- لبروس بالاني (الاسم العلمي:Labrus bergylta)
- لبروس بني (الاسم العلمي:Labrus merula)
- لبروس مختلط (الاسم العلمي:Labrus mixtus)
- لبروس أخضر (الاسم العلمي:Labrus viridis)